# Лади-Борове
Лади-Борове (пол. Łady-Borowe) — село в Польщі, у гміні Замбрув Замбровського повіту Підляського воєводства.
Населення — 139 осіб (2011).
У 1975-1998 роках село належало до Ломжинського воєводства.

## Демографія
Демографічна структура станом на 31 березня 2011 року:
|          | Загалом | Допрацездатний вік | Працездатний вік | Постпрацездатний вік |
| -------- | ------- | ------------------ | ---------------- | -------------------- |
| Чоловіки | 73      | 17                 | 43               | 13                   |
| Жінки    | 66      | 14                 | 33               | 19                   |
| Разом    | 139     | 31                 | 76               | 32                   |